# Pod božími oknami
Pod božími oknami je druhé album slovenské folkové skupiny Hrdza. Album obsahuje celkem 15 písní, k tomu 2 bonusy a 1 videoklip.

## Seznam skladeb
| Pořadí         | Název                                                    | Délka |
| -------------- | -------------------------------------------------------- | ----- |
| 1.             | Ráno                                                     | 0:42  |
| 2.             | Pod božími oknami                                        | 3:50  |
| 3.             | Na horách býva                                           | 3:29  |
| 4.             | A tam hore dve jablone                                   | 3:24  |
| 5.             | Ket ja na Toriśe noški umivala                           | 3:51  |
| 6.             | Červené vínečko                                          | 3:52  |
| 7.             | A poňižej Keľemeśa, Kolčova                              | 3:48  |
| 8.             | U koso de odak                                           | 4:40  |
| 9.             | Brigitte                                                 | 3:11  |
| 10.            | Povedzže mi, mamo                                        | 2:44  |
| 11.            | Jarná                                                    | 3:27  |
| 12.            | Pôjdem ja robiť do Ameriky                               | 3:13  |
| 13.            | Mamko moja                                               | 4:02  |
| 14.            | Zbojnícka                                                | 3:35  |
| 15.            | A zase doma                                              | 0:56  |
| 16.            | A tam hore dve jablone (zremixovali the Ullanbatar Crew) | 3:01  |
| 17.            | Na horách býva (zremixovali The NET)                     | 4:07  |
| Celková délka: | Celková délka:                                           | 55:53 |

Album obsahuje také videoklip k písni "Na horách býva".

## Účinkující
- Veronika Rabadová – zpěv a vokály
- Slavomír Gibarti – zpěv, vokály, akustické a elektrické kytary, perkusy
- Anton Potočňák – housle, viola, sbor
- Pavol Boleš – akordeon, basová kytara, vokály
- Marek Szarvaš – bicí, perkusy, sbor
- Lukáš Maťufka – djembe, darbuka, drumbľa, sbor, zpěv